# 柳本站
柳本站（日语：／ Yanagimoto eki */?）是位於奈良縣天理市柳本町，西日本旅客鐵道（JR西日本）櫻井線（萬葉Mahoroba線）的車站。

## 歷史
- 1898年（明治31年）5月11日 - 奈良鐵道（日语：奈良鉄道）京終站至櫻井站之間開通，此站啟用[1]。
- 1905年（明治38年）2月7日 - 關西鐵道與奈良鐵道合併，成為關西鐵道車站[1]。
- 1907年（明治40年）10月1日 - 鐵路國有化（日语：鉄道国有法），成為帝國鐵道廳車站[1]。
- 1909年（明治42年）10月12日 - 制定路線名稱，成為櫻井線車站[1]。
- 1930年（昭和5年） - 現時的車站大樓竣工[2]。
- 1987年（昭和62年）4月1日 - 伴隨國鐵分割民營化，車站由西日本旅客鐵道（JR西日本）營運[1]。
- 2005年（平成17年）3月1日 - 此站開始可以使用IC卡「ICOCA」。設置IC卡專用簡易閘機。
- 2010年（平成22年）3月13日 - 制定路線愛稱為「萬葉Mahoroba線」[3]。
- 2018年（平成30年）11月 - JR西日本把車站大樓無償轉讓給天理市[4]。
- 2019年（平成31年）
  - 4月1日 - IC卡專用的西出口閘口開始使用。
  - 4月27日 - 車站大樓進行翻新，車站大樓內開設咖啡廳和商店等多用途設施[2][4][5]。

## 車站構造
車站是一座地面車站，設有2面2線的相對式月台。車站大樓位於下行月台側。兩月台之間設有跨線橋連接。車站大樓外壁是海鼠壁，為一座小型木製建築物。
此站原本是業務委託車站，2000年起成為無人車站。此站是由王寺鐵道部管理。此站可使用ICOCA（與其互相使用的IC卡）。此站設有自動售票機和ICOCA等IC卡出入閘機。此站沒有普通車票專用的自動閘機。
站前設有的士站。

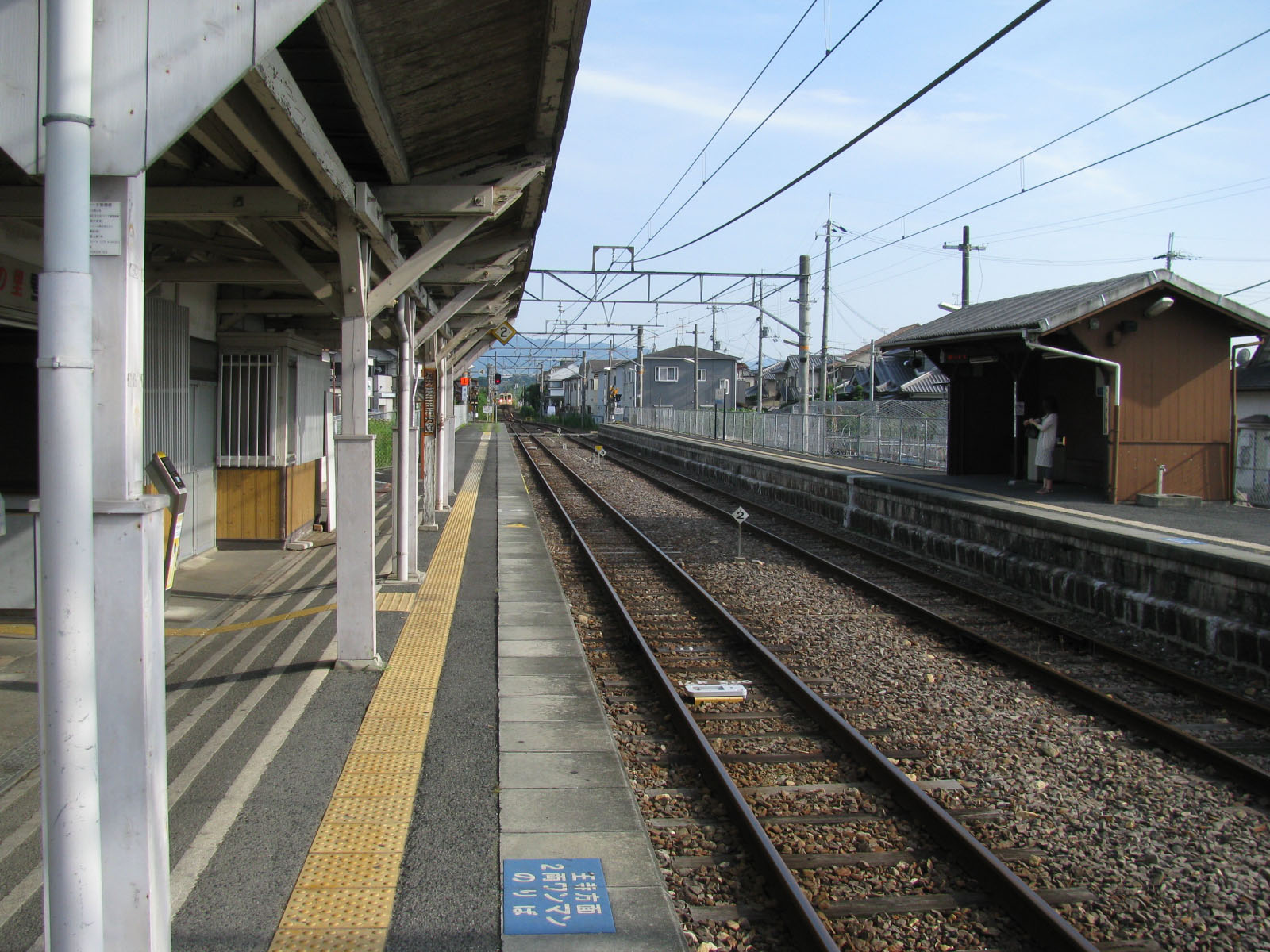
月台（2008年）
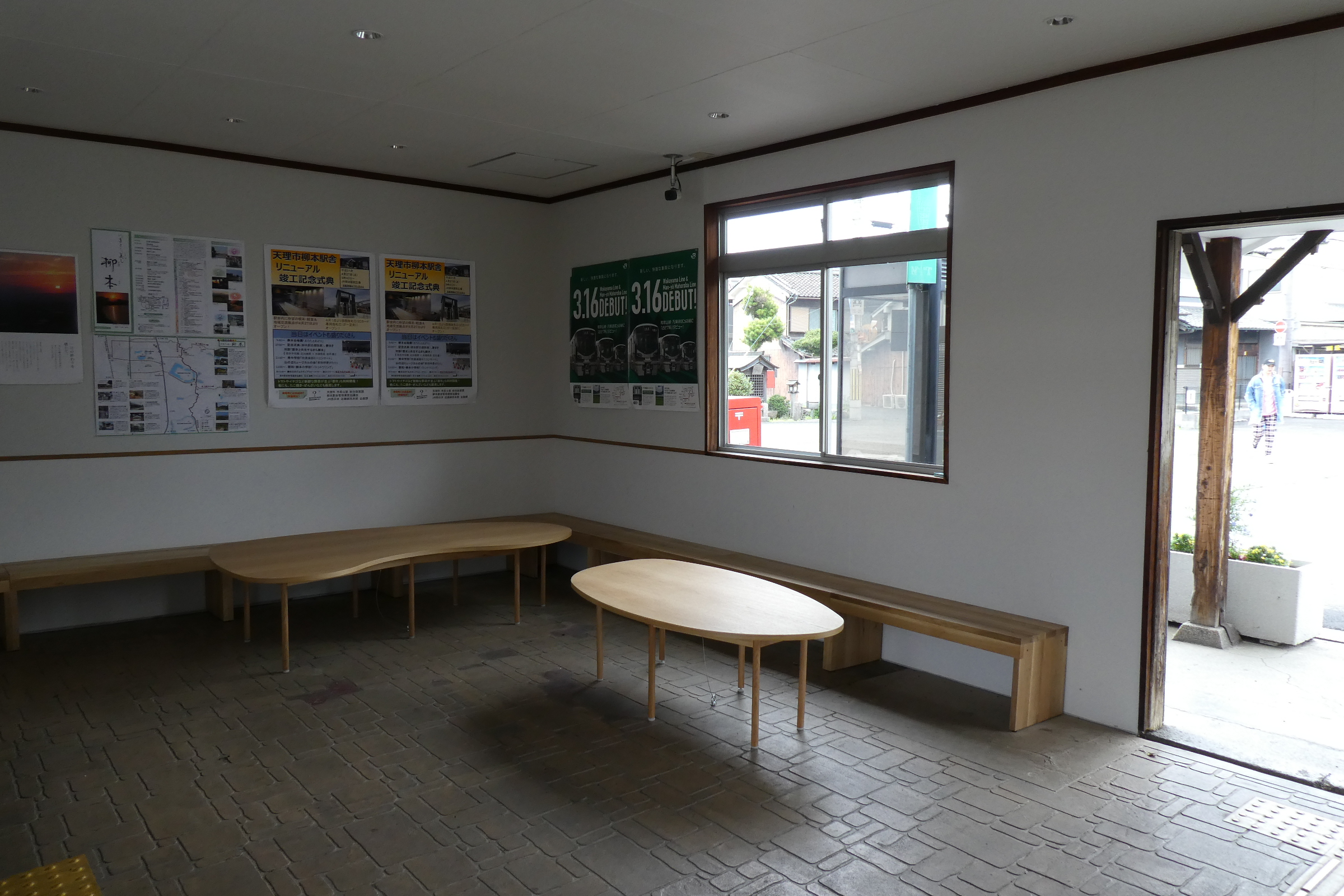
候車室（2019年）
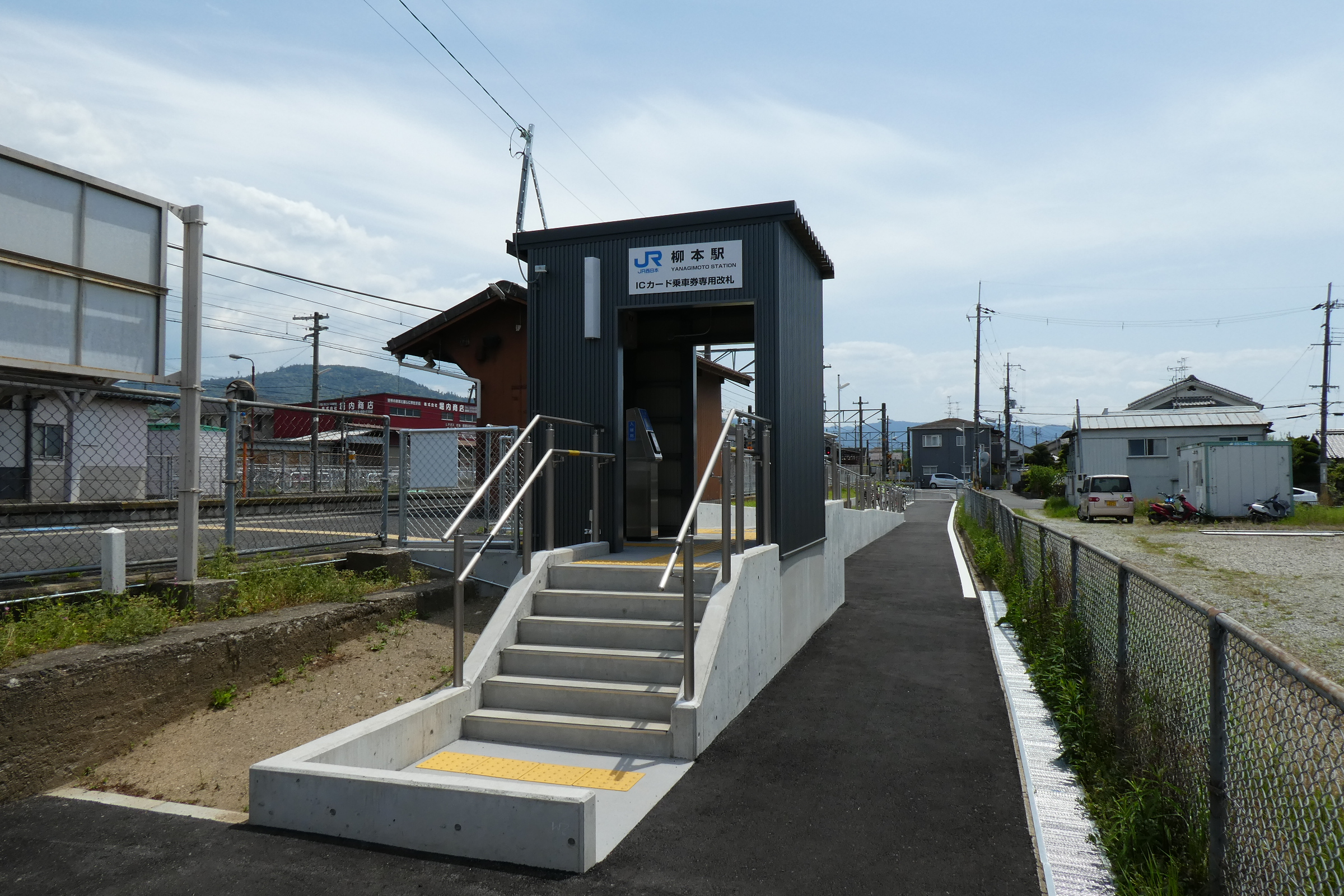
西閘口（2019年）
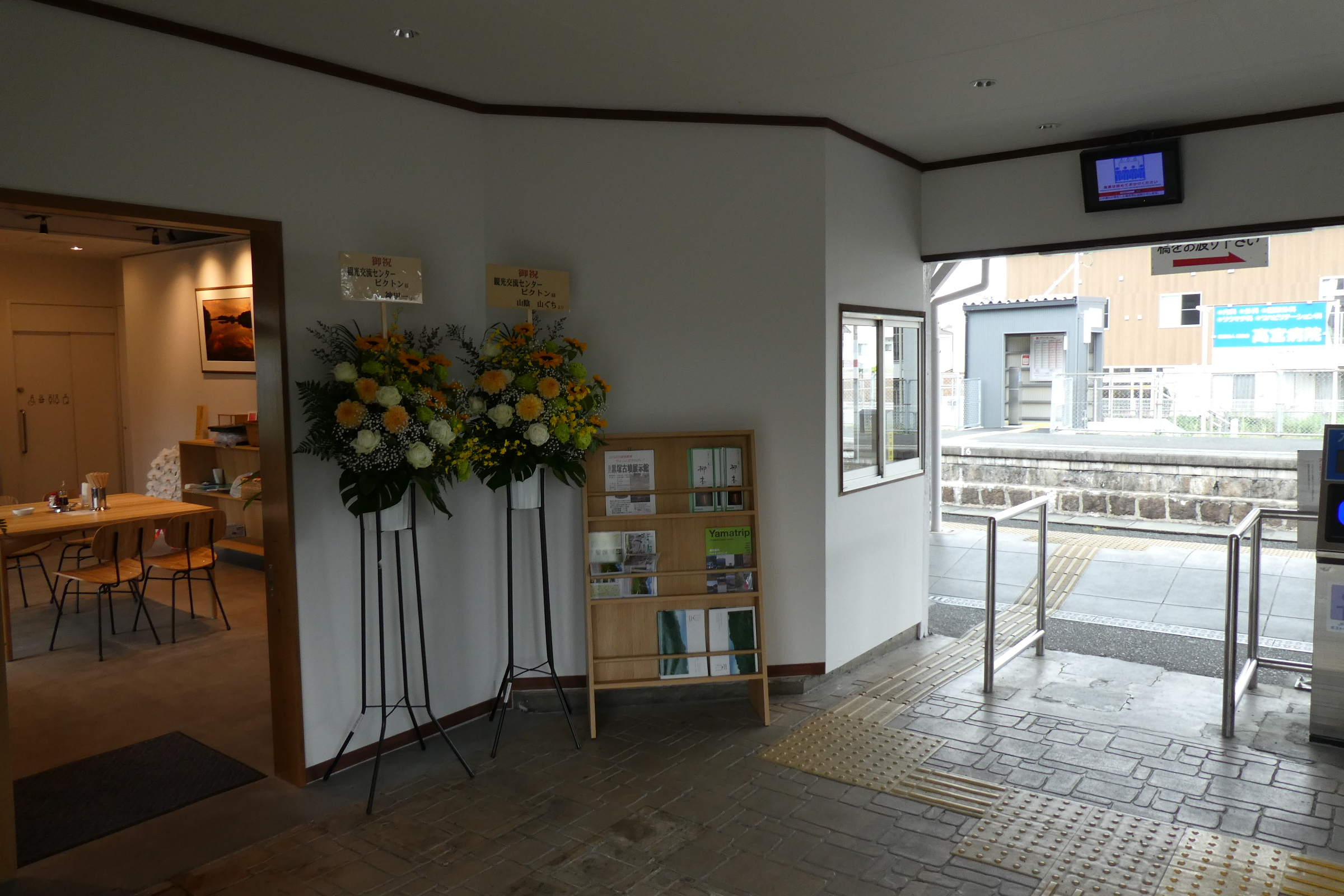
閘口（2019年）

### 月台
| 月台         | 路線           | 上下行 | 方向           |
| ------------ | -------------- | ------ | -------------- |
| 車站大樓一方 | 萬葉Mahoroba線 | 下行   | 櫻井、高田方向 |
| 車站大樓對面 | 萬葉Mahoroba線 | 上行   | 天理、奈良方向 |

- 上述的路線名稱是使用旅客資訊上的名稱（愛稱）。
- 在資訊上，由於沒有月台編號，車站自動廣播中「○號月台」部分會以「此月台」表示。

## 使用狀況
根據「奈良縣統計年鑑」和「天理市統計情報」，以下為近年1日平均乘車人次列表：
| 年度   | 1日平均 乘車人次 |
| ------ | ---------------- |
| 1997年 | 1,016            |
| 1998年 | 1,002            |
| 1999年 | 988              |
| 2000年 | 932              |
| 2001年 | 883              |
| 2002年 | 786              |
| 2003年 | 758              |
| 2004年 | 747              |
| 2005年 | 753              |
| 2006年 | 770              |
| 2007年 | 753              |
| 2008年 | 763              |
| 2009年 | 755              |
| 2010年 | 751              |
| 2011年 | 726              |
| 2012年 | 721              |
| 2013年 | 710              |
| 2014年 | 667              |
| 2015年 | 670              |
| 2016年 | 631              |
| 2017年 | 618              |
| 2018年 | 593              |
| 2019年 | 593              |

## 車站周邊
- 黑塚古墳（日语：黒塚古墳）
  - 天理市立黑塚古墳展示館（日语：天理市立黒塚古墳展示館）
- 櫛山古墳（日语：櫛山古墳）
- 行燈山古墳（日语：行燈山古墳） (崇神天皇陵)
- 澀谷向山古墳 (景行天皇陵)
- 長岳寺（日语：長岳寺）
- 龍王山
- 日本郵便 柳本郵局

## 相鄰車站
西日本旅客鐵道
 萬葉Mahoroba線（櫻井線）
■快速（經高田站直通大和路線）、■普通
長柄－柳本－卷向

## 注腳
1. 1 2 3 4 5 6  曾根悟（監修）. 朝日新聞出版分冊百科編集部（編集） , 编. . 週刊朝日百科. 42号 阪和線・和歌山線・桜井線・湖西線・関西空港線. 朝日新聞出版. 2010-05-16: 23 （日语）.
2. 1 2  . 奈良新聞. 2019-04-28  [2019-04-30]. （原始内容存档于2021-10-02） （日语）.
3. ↑  桜井線の愛称名「万葉まほろば線」に決定！（互聯網檔案館）- 西日本旅客鐵道新聞稿 2009年12月24日
4. 1 2  . 朝日新聞數碼. 2019-04-24  [2019-04-28]. （原始内容存档于2021-10-02） （日语）.
5. ↑  . 毎日新聞. 2019-04-19  [2019-04-28]. （原始内容存档于2021-10-02） （日语）.
6. ↑  統計情報 運輸・通信  4.JR西日本の乗客数(xls 45.5KB) （页面存档备份，存于）（日語）

## 外部連結
- 柳本｜車站資訊：JR出門網 - 西日本旅客鐵道（日語）